# سیارک ۲۵۶۵۰
سیارک ۲۵۶۵۰ (به انگلیسی: 25650 Shaubakshi، نامگذاری:2000AX79)۲۵۶۵۰مین سیارک کشف شده‌است که در ۰۵ ژانویه ۲۰۰۰ کشف شد.